# První vláda Andruse Ansipa

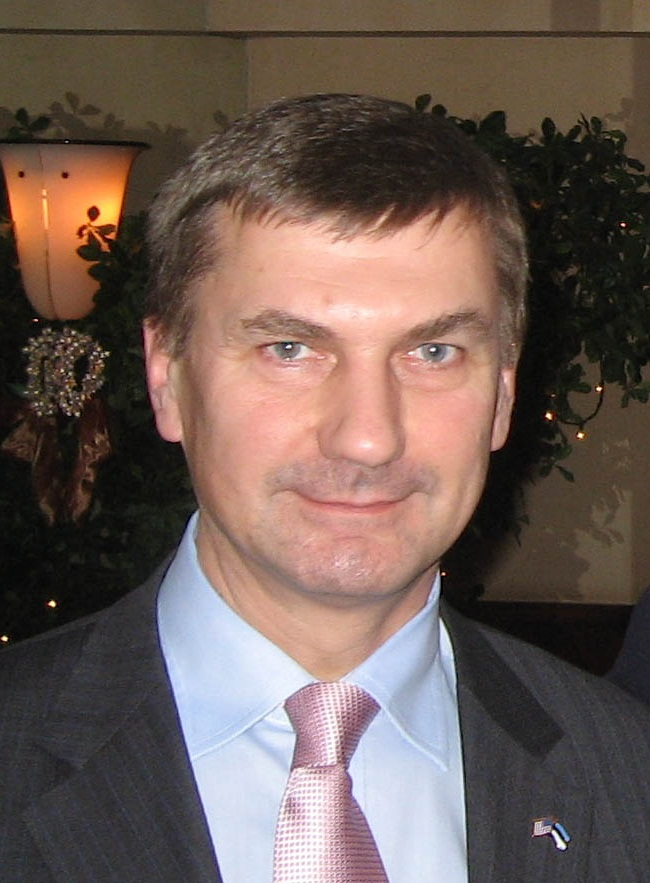
Předseda vlády Andrus Ansip.

Vláda Andruse Ansipa byla vláda Estonské republiky od 13. dubna 2005 do 5. dubna 2007

## Složení vlády
| Funkce                                | Jméno            | Funkční období        | Strana | Strana         |
| ------------------------------------- | ---------------- | --------------------- | ------ | -------------- |
| Premiér                               | Andrus Ansip     | 13.04.2005–05.04.2007 |        | Reformierakond |
| Ministryně školství a výzkumu         | Mailis Reps      | 13.04.2005–05.04.2007 |        | Keskerakond    |
| Ministr spravedlnosti                 | Rein Lang        | 13.04.2005–05.04.2007 |        | Reformierakond |
| Ministr obrany                        | Jaak Jõerüüt     | 13.04.2005–10.10.2005 |        | Reformierakond |
| Ministr obrany                        | Jürgen Ligi      | 10.10.2005–05.04.2007 |        | Reformierakond |
| Ministr životního prostředí           | Villu Reiljan    | 13.04.2005–08.10.2006 |        | Rahvaliit      |
| Ministr životního prostředí           | Rein Randver     | 11.10.2006–05.04.2007 |        | Rahvaliit      |
| Ministr kultury                       | Raivo Palmaru    | 13.04.2005–05.04.2007 |        | Keskerakond    |
| Ministr hospodářství a infrastruktury | Edgar Savisaar   | 13.04.2005–05.04.2007 |        | Keskerakond    |
| Ministr financí                       | Aivar Sõerd      | 13.04.2005–05.04.2007 |        | Rahvaliit      |
| Ministr pro obyvatelstvo              | Paul-Eerik Rummo | 13.04.2005–05.04.2007 |        | Reformierakond |
| Ministr pro regiony                   | Jaan Õunapuu     | 13.04.2005–05.04.2007 |        | Rahvaliit      |
| Ministr vnitra                        | Kalle Laanet     | 13.04.2005–05.04.2007 |        | Keskerakond    |
| Ministr sociálních věcí               | Jaak Aab         | 13.04.2005–05.04.2007 |        | Keskerakond    |
| Ministr zahraničních věcí             | Urmas Paet       | 13.04.2005–05.04.2007 |        | Reformierakond |
| Ministryně zemědělství                | Ester Tuiksoo    | 13.04.2005–05.04.2007 |        | Rahvaliit      |